# Antonio Guarino
Antonio Guarino (Cerreto Sannita, 16 maggio 1914 – Napoli, 1º ottobre 2014) è stato un giurista e politico italiano.

## Biografia
Dopo la maturità classica, ottenuta a Milano, si è laureato in Giurisprudenza alla Federico II nel 1936, discutendo una tesi di diritto romano con Siro Solazzi.
Vince il concorso Eiar nel 1936, preferendo però la carriera accademica. Nel 1950, su indicazione di Antonio Veltroni, collabora alla costituzione della redazione campana e calabra della Rai. In seguito collaborerà lungamente con la RAI. 
Principalmente noto come studioso del diritto di Roma antica, è stato magistrato e avvocato. Insegnò presso la Università degli Studi di Catania (dal 1942) e poi, per oltre trent'anni, all'Università degli Studi di Napoli Federico II, della quale ricoprì dal 1989 la carica di professore emerito. La sua vasta produzione scientifica comprende principalmente argomenti di diritto romano, ma si allarga anche a temi di storia in genere e di diritto moderno. 
È stato anche accademico dei Lincei e dottore honoris causa delle Università di Aix – Marseille e Madrid. 
Membro del Parlamento come senatore degli Indipendenti di Sinistra nella settima legislatura del 1976/79, ha lungamente collaborato ai giornali (Corriere della Sera, Il Mattino ed altri). È stato insignito della «Medaglia d’oro ai benemeriti della scuola della cultura e dell’arte, onorificenza conferita dalla Presidenza della Repubblica» (decr. 2 – 6 – 1967). 
Pubblicò numerose monografie e articoli per il Corriere della Sera, Il Mattino e inoltre collaborò con la RAI. Fu eletto senatore nella VII Legislatura (1976-1979) per la Sinistra Indipendente. Fu socio dell'Accademia Nazionale dei Lincei. 
Morì nel 2014, qualche mese dopo aver compiuto cent'anni.

## Pubblicazioni
- Collatio bonorum (1937)
- Adfinitas (1939)
- Salvius Julianus (1946)
- Storia del diritto romano (1948)

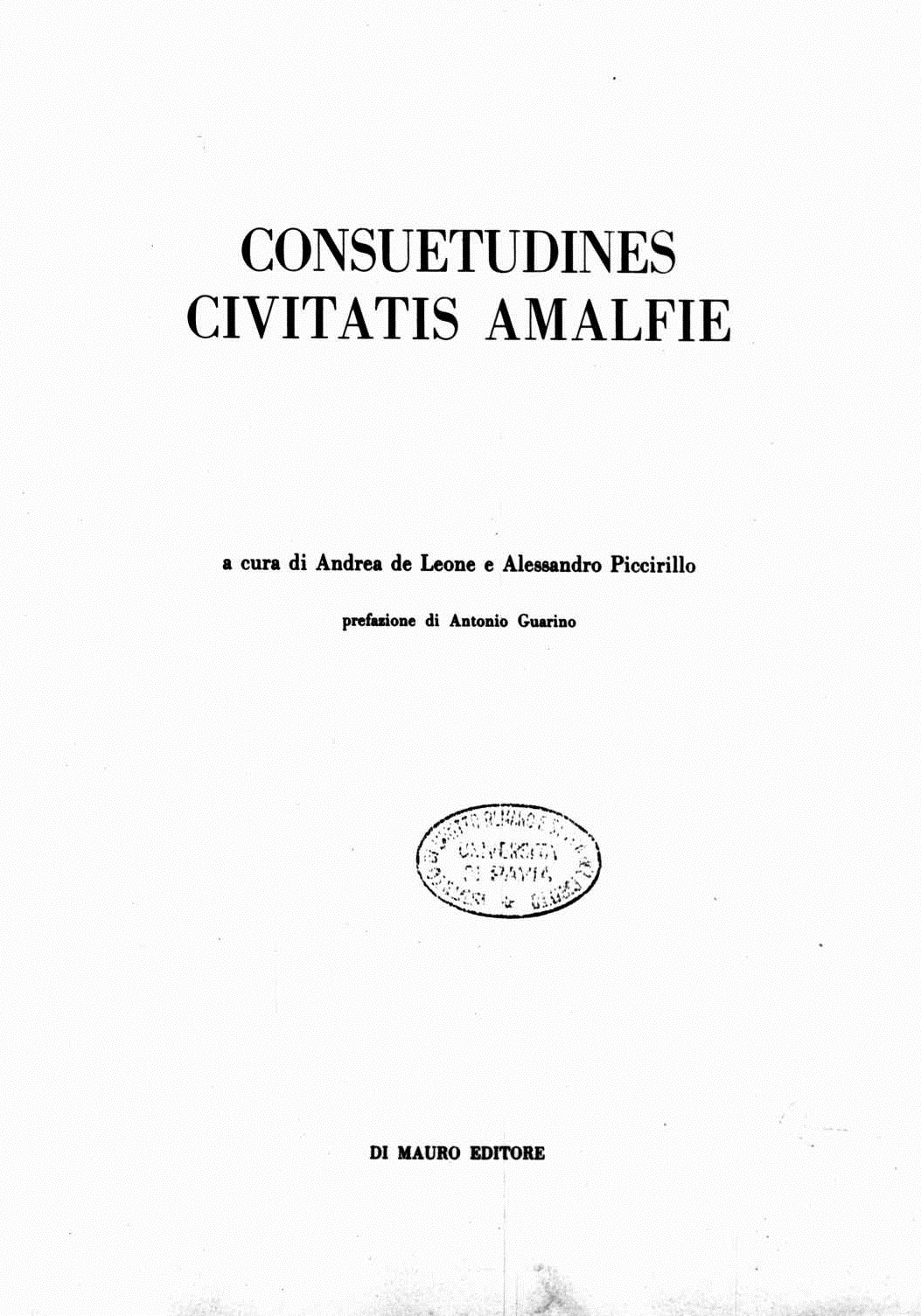
Consuetudines civitatis Amalfiae, 1970

- L'ordinamento giuridico romano (1949)
- Guida allo studio delle fonti giuridiche romane (1952)
- Diritto Privato Romano, IV ed. (1970)
- (LA) Consuetudines civitatis Amalfiae, Napoli, Di Mauro, 1970.
- Le origini quiritarie (1973)
- La rivoluzione della plebe (1975)
- La condanna nei limiti del possibile (1977)
- Inezie di giureconsulti (1978)
- Spartaco (1979)
- La democrazia a Roma (1979)
- Pagine di diritto romano (1993-1995)
- Giusromanistica elementare (2002)
- Sarchiaponi giuridici (2004)
- Altre pagine di diritto romano (2004)
- Trucioli di bottega (2005)
- La coda dell'occhio (2005)
- Ragguaglio (2009)